# 黎曼环形山
黎曼环形山（Riemann）是月球正面北半部位于东侧边沿上的一座古老大撞击坑，约形成于45.5-39.2亿年前的前酒海纪，其名称取自十九世纪德国数学家、机械师暨物理学家格奥尔格·弗雷德里希·伯恩哈德·黎曼(1826年-1866年)，1964年被国际天文学联合会批准接受。

## 描述

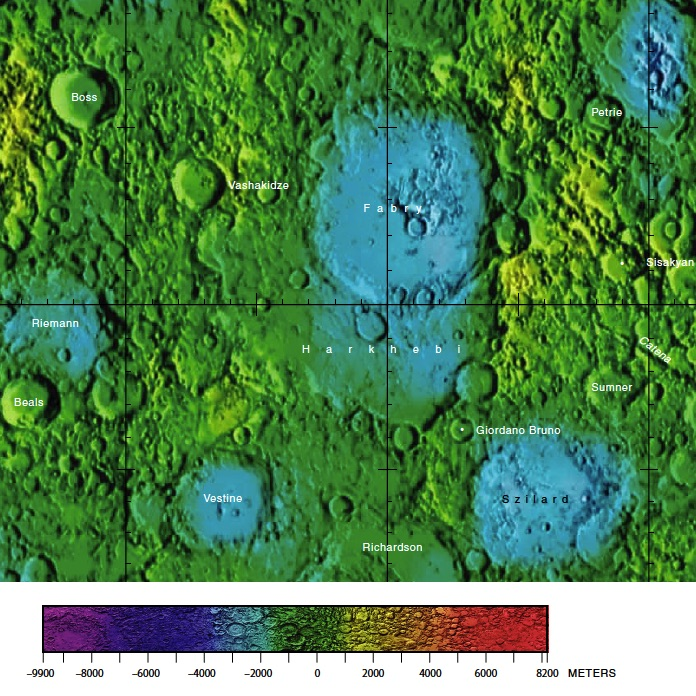
黎曼环形山的周边，月球背面区域图。

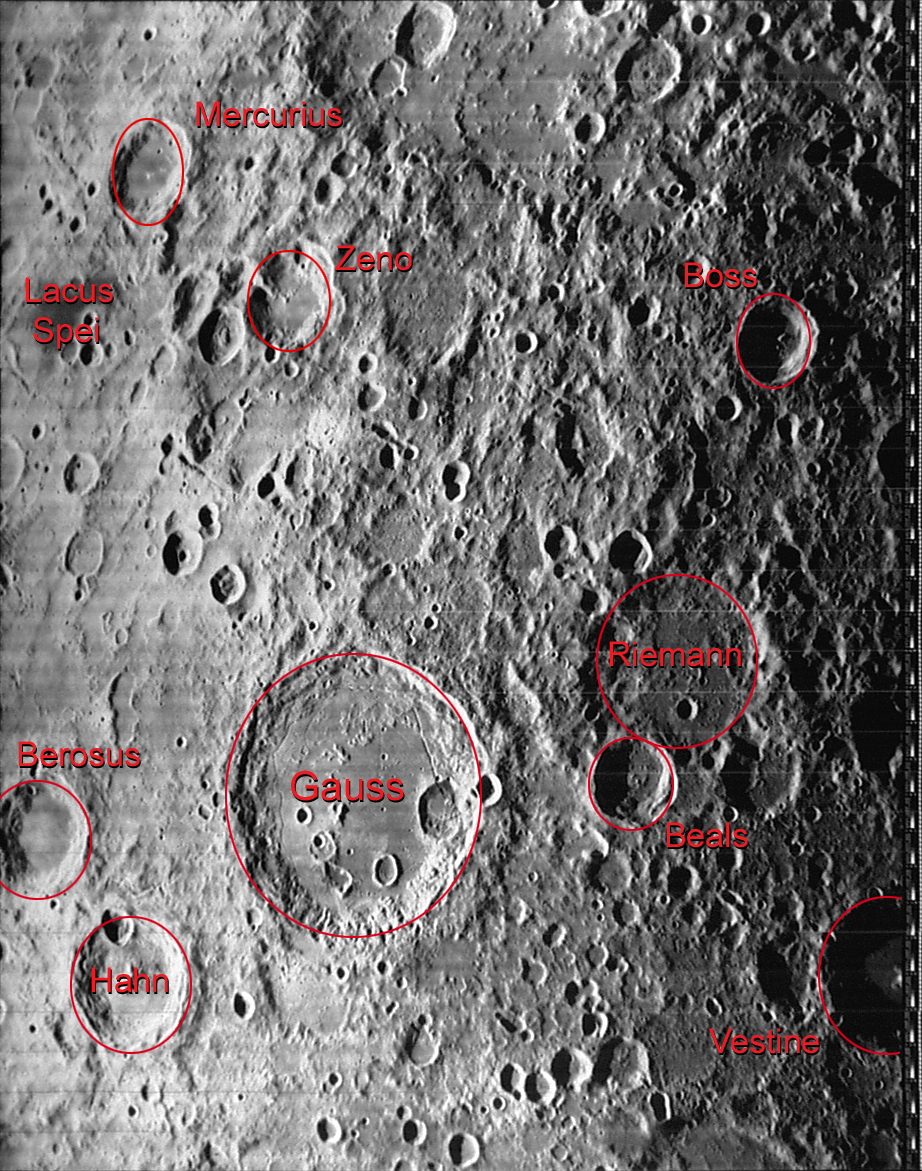
月球轨道器拍摄的黎曼环形山(右侧中部)，它的上方为刘易斯·博斯环形山，左侧是更大的高斯，右下方是维斯廷环形山。

该陨坑北面靠近刘易斯·博斯环形山、东北毗邻瓦沙基泽陨石坑、哈尔赫比环形山位于它的东侧、东南坐落了维斯廷环形山。黎曼环形山的西南边缘上横跨了比尔斯环形山、更远处则是高斯。该陨坑中心月面坐标为39°23′N 87°11′E / 39.38°N 87.18°E，直径117.9公里，深度约3公里。
黎曼环形山是一座已严重侵蚀和损毁的残存坑，外侧壁有多处已完全磨损消失，现已形成为一系列环坑底的嶙峋山丘和山脊。沿西南偏西坑壁坐落了比尔斯陨石，而西侧和东南壁则覆盖了数座更小的撞击坑，只有东侧部分保存相对最完整。坑内地表因撞击扰动，形成平坦与崎岖相混杂的地形，坑底东半部，尤其是靠近中央区地面更为坎坷崎岖。坑底东南部坐落了一座碗状的小陨坑，此外，在坑底表面还依稀可看到其它几座更小的陨坑残迹。
由于该陨坑地处月球东北边沿，从地球上看，其外观会产生变形，对它的观察有赖于月球摄动，但也只能看到它的侧面。

## 卫星陨石坑
按照惯例，最靠黎曼环形山的卫星坑在月图上以字母标注在该坑中心点的旁边。
| 黎曼 | 纬度    | 经度    | 直径    |
| ---- | ------- | ------- | ------- |
| B    | 41.6° N | 85.2° E | 24 公里 |
| J    | 37.4° N | 90.2° E | 39 公里 |

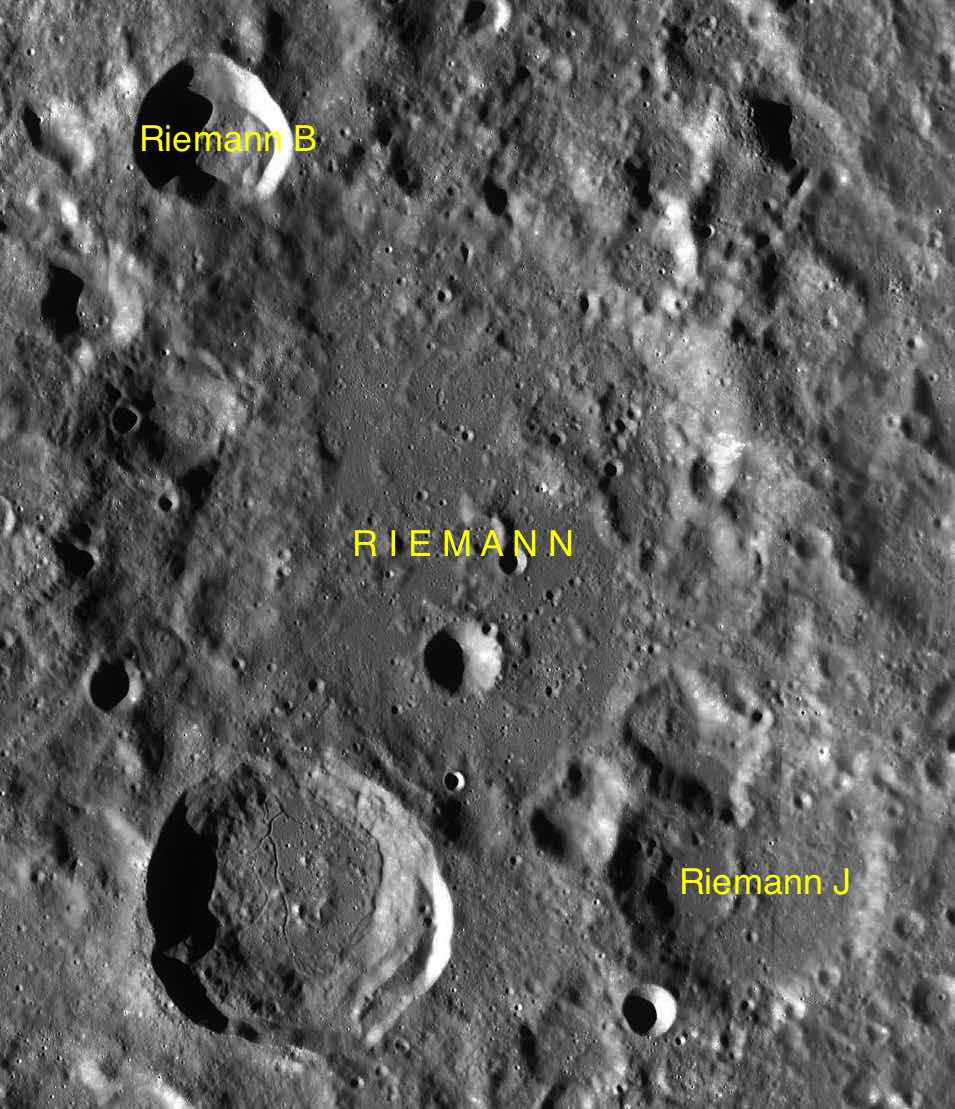
LAC-29 区域图

- 卫星坑"黎曼 A"在1982年被国际天文学联合会更名为比尔斯陨石坑。
- 卫星坑"黎曼 J"约形成于酒海纪[1]。

## 参引资料
1. 1 2 3  Lunar Impact Crater Database
2. ↑   (PDF).   [2016-12-12]. （原始内容存档 (PDF)于2016-12-27）.
3. ↑   (PDF).   [2016-12-12]. （原始内容存档 (PDF)于2013-02-20）.
4. ↑  .   [2016-12-12]. （原始内容存档于2018-11-25）.

## 另请参阅
- Andersson, L. E.; Whitaker, E. A. . NASA RP-1097. 1982.
- Blue, Jennifer. . USGS. July 25, 2007  [2007-08-05]. （原始内容存档于2019-12-05）.
- Bussey, B.; Spudis, P. . New York: Cambridge University Press. 2004. ISBN 978-0-521-81528-4.
- Cocks, Elijah E.; Cocks, Josiah C. . Tudor Publishers. 1995. ISBN 978-0-936389-27-1.
- McDowell, Jonathan. . Jonathan's Space Report. July 15, 2007  [2007-10-24]. （原始内容存档于2019-06-21）.
- Menzel, D. H.; Minnaert, M.; Levin, B.; Dollfus, A.; Bell, B. . Space Science Reviews. 1971, 12 (2): 136–186. Bibcode:1971SSRv...12..136M. doi:10.1007/BF00171763.
- Moore, Patrick. . Sterling Publishing Co. 2001. ISBN 978-0-304-35469-6.
- Price, Fred W. . Cambridge University Press. 1988. ISBN 978-0-521-33500-3.
- Rükl, Antonín. . Kalmbach Books. 1990. ISBN 978-0-913135-17-4.
- Webb, Rev. T. W.  6th revised. Dover. 1962. ISBN 978-0-486-20917-3.
- Whitaker, Ewen A. . Cambridge University Press. 1999. ISBN 978-0-521-62248-6.
- Wlasuk, Peter T. . Springer. 2000. ISBN 978-1-85233-193-1.